# Maar

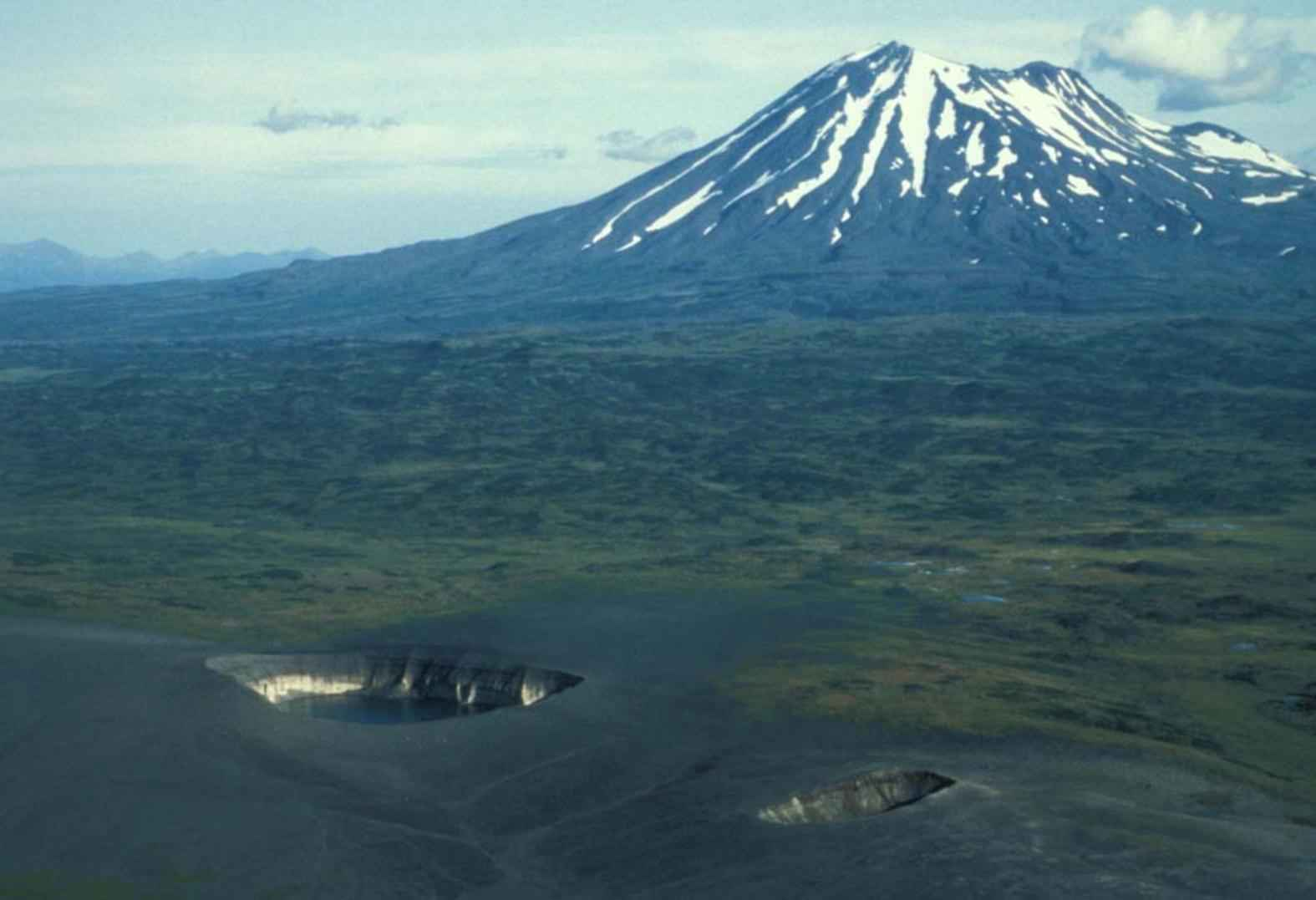
v popředí maary vulkanického pole Ukinrek na Aljašce

Maar nebo explozivní kráter či výbušné hrdlo je zvláštní forma sopečného kráteru s nízkým reliéfem, vytvořená při freatomagmatické erupci zapříčiněné kontaktem podpovrchových vod s vystupujícím magmatem. Erupce bývá zpravidla (z pohledu geologického času) jediná a později se v místě neopakuje. Okraje kráteru často obsahují fragmenty vulkanitů pocházejících z diatrémy pod maarem. Kontaktem magmatu s vodou dochází ke vzniku plynů, které začnou generovat extrémní tlak na nadloží. Při přesažení meze pevnosti nadložních hornin dochází k explozi, během které dojde k rychlému uvolnění vzniklého napětí a rozmetání nadloží do širokého okolí.
Maary jsou mělké a mají plochá dna. Průměr dna bývá od jednoho do 200 m, hloubka do 20 m. Většinou bývají zalité vodou a tak tvoří menší jezera. Diatrémy, které se nacházejí pod nimi, mohou dosahovat hloubky až několika stovek metrů.
V Česku je jedním z nejzachovalejších maarů Písečný vrch u Bečova (okr. Most). Velký výskyt maarů je v Německu v regionu Eifel, na západě USA, ale vyskytují se i v jiných vulkanických oblastech světa. V jižní Africe je jejich výplň často matečnou horninou diamantů. Na Slovensku se nachází pozdně třetihorní maary v pohoří Cerová vrchovina. Jejich výskyt na zemském povrchu je velice četný. Největší známý maar na Zemi je Devil Mountain Maar Lake.

## Obrazová galerie

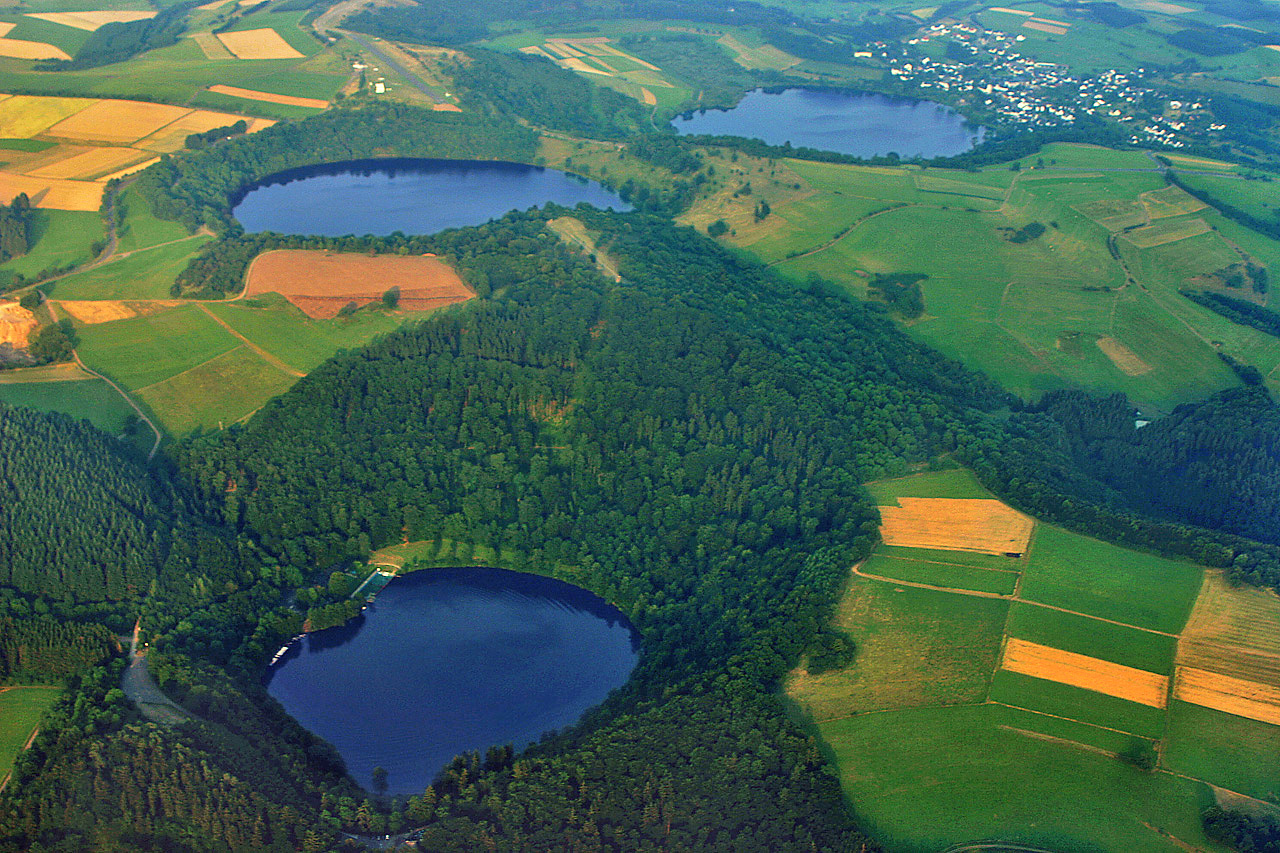
Dauner Maaren, Německo
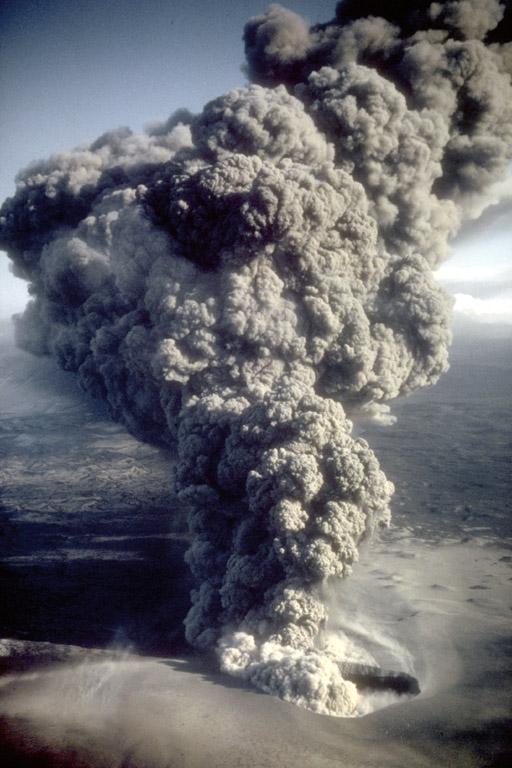
Ukinrek vznikl během desetidenní erupce v roce 1977